# Khu quốc hội 4, Oregon
Khu quốc hội số 4 của Oregon đại diện cho phân nửa miền nam các quận duyên hải Oregon trong đó có các quận Coos, Curry, Douglas, Lane, Linn và phần lớn Benton và Josephine. Khu này lấy được phần lớn quận Josephine thuộc khu quốc hội số 2 trong lần phân chia lại các khu quốc hội vào năm 2002 nhưng nó cũng mất phần lớn khu vực Grants Pass cho khu quốc hội số 2.
Khu quốc hội này do đảng viên Dân chủ Peter A. DeFazio đại diện tại Hạ viện Hoa Kỳ từ năm 1986.